# Juan Cárdenas Espinoza
Juan Cárdenas Espinoza (Azogues, 7 de noviembre de 1949) es un político ecuatoriano.

## Biografía
Nació el 7 de noviembre de 1949 en la parroquia Pindilig del cantón Azogues, provincia de Cañar. Realizó sus estudios secundarios en los colegios Juan Bautista Vázquez y Luis Rogerio González y los superiores en la Universidad de Cuenca y en la Universidad de Guayaquil, donde obtuvo respectivamente los títulos de abogado y contador público.
Inició su vida política en la época de la dictadura militar, siendo uno de los fundadores del Movimiento Popular Democrático. Fue presidente del comité pro-cantonización de La Troncal, que logró su cometido el 25 de agosto de 1983. Posteriormente fundó y fue rector de seis colegios fiscales en el sector de La Troncal.
En las elecciones legislativas de 1988 fue elegido diputado nacional en representación de la provincia de Cañar por el Movimiento Popular Democrático (MPD). También fue representante de su provincia en la Asamblea Constituyente de 1997 por el MPD.
En 2014 ocupó brevemente los cargos de director provincial del Instituto Ecuatoriano de Seguridad Social, del Servicio de Rentas Internas y director regional del ministerio de relaciones laborales. En julio del mismo año fue nombrado gobernador de Cañar.
Renunció en noviembre de 2016 a la gobernación para participar en las elecciones legislativas del año siguiente, en las que fue elegido asambleísta nacional en representación de Cañar por el movimiento Alianza PAIS.